# Sam Huntington
Sam Huntington, född 1 april 1982 i Peterborough, New Hampshire, är en amerikansk skådespelare. 
Huntington spelar Jeremiah i filmen Detroit Rock City och Jimmy Olsen i filmen Superman Returns. Han spelar även huvudrollen i den amerikanska filmen Djungel till djungel.

## Filmografi (urval)
- 1997 – Djungel till djungel
- 1999 – Detroit Rock City
- 2001 – Not Another Teen Movie
- 2003 – Rolling Kansas
- 2004 – Pyjamaspartyt
- 2006 – Superman Returns
- 2008 – Fanboys
- 2014 – Veronica Mars
- 2025 – Bride Hard